# Revenge (песня XXXTentacion)
«Revenge» (первоначальное название «Garette’s Revenge», с англ. — «Месть») — песня американского исполнителя XXXTentacion, выпущенная 18 мая 2017 года на лейблах Bad Vibes Forever и Empire Distribution в качестве первого сингла с дебютного альбома 17.

## Предыстория
Премьера песни состоялась 9 мая 2017 года через социальную сеть Twitter ещё до гибели подруги рэпера — Джоселин Флорес, которая покончила жизнь самоубийством 14 мая 2017 года. XXXTentacion посвятил композицию в память о девушке после её гибели; обложка сингла — её предсмертная записка. В описании к треку на онлайн-платформе распространения музыки SoundCloud, рэпер писал: «Я люблю тебя Гаррет, покойся с миром Джоселин, я отомщу миру».

## Список композиций
| №  | Название  | Автор(ы)      | Продюсер     | Длительность |
| -- | --------- | ------------- | ------------ | ------------ |
| 1. | «Revenge» | Джасей Онфрой | XXXTentacion | 2:00         |

## Чарты
| Чарт (2017)                           | Высшая позиция |
| ------------------------------------- | -------------- |
| Канада (Billboard Canadian Hot 100)   | 80             |
| Италия (FIMI)                         | 69             |
| Новая Зеландия (Recorded Music NZ)    | 4              |
| США (Billboard Hot 100)               | 77             |
| США (Billboard Hot R&B/Hip-Hop Songs) | 37             |

## Сертификации
| Регион | Сертификация | Продажи |
| --- | ------------ | ------- |
| Великобритания (BPI) | Платиновый   | 600 000 |
| США (RIAA) | Золотой      | 500 000 |
| * Данные о продажах приведены только на основе сертификации. · ^ Данные о тиражах приведены только на основе сертификации. · Данные о продажах + прослушиваниях приведены только на основе сертификации. |              |         |